# Lars Bender
Lars Bender (n. 27 aprilie 1989, Rosenheim, Bavaria, Germania) este un fotbalist german retras din activitate, care a jucat ca mijlocaș defensiv sau în bandă la Bayer Leverkusen din Bundesliga din Germania și la Echipa națională de fotbal a Germaniei.
Este fratele geamăn a lui Sven Bender. Cei doi sunt sponsorizați de Adidas.

### Echipa națională
A făcut parte din echipa națională a Germaniei u-19, care a câștigat campionatul european u-19 a UEFA.
A fost chemat la echipa de seniori, în septembrie 2011, făcându-și debutul ca substitut pentru partenerul sau de la Leverkusen Simon Rolfes într-o remiza 2-2 cu Polonia.
Bender a fost ales ca parte din echipa germaniei pentru Euro 2012. A fost membru supleant în victoria germaniei cu 1-0 împotriva Portugaliei, în primul meci din Grupa B. Apoi s-a întors pentru a fi un substitut în cea de-a doua victorie a germaniei cu 1-0 contra Olandei.
A fost titular în cel de-al treilea meci din Germania, victorie cu 2-1 împotriva Danemarcei. În ultimul meci pentru Grupa B a marcat golul care a lăsat rezultatul la 2-1 (în favoarea germanilor).
Pe 8 mai 2014, Bender a fost inclus în lista preliminară de 30 de jucători de antrenorul Joachim Löw , cu o vedere de la etapa finală a turneului din Brazilia.

## Cluburi
| Club             | Tara     | An          | Meciuri | Goluri |
| TSV 1860 München | Germania | 2006 - 2009 | 58      | 4      |
| Bayer Leverkusen | Germania | 2009 - 2022 | 256     | 22     |

## Câștigătorii

### Campionate internaționale
| Titlu             | Club                          | Tara                     | An   |
| ----------------- | ----------------------------- | ------------------------ | ---- |
| Jocurile Olimpice | Naționala sub 23 din Germania | Brazilia, Rio de Janeiro | 2016 |